# Симбистер

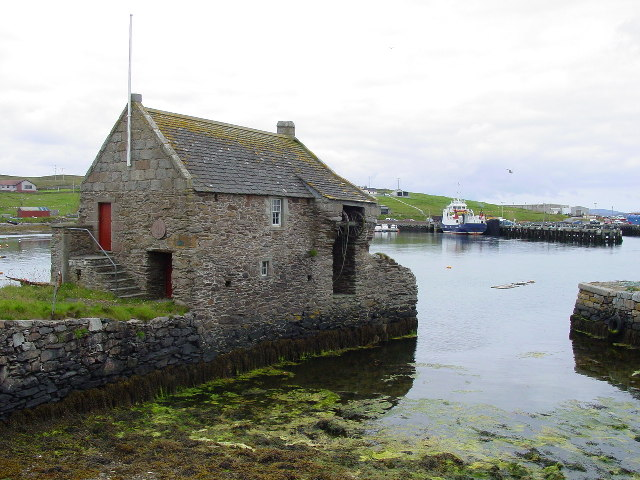
Пир-Хаус

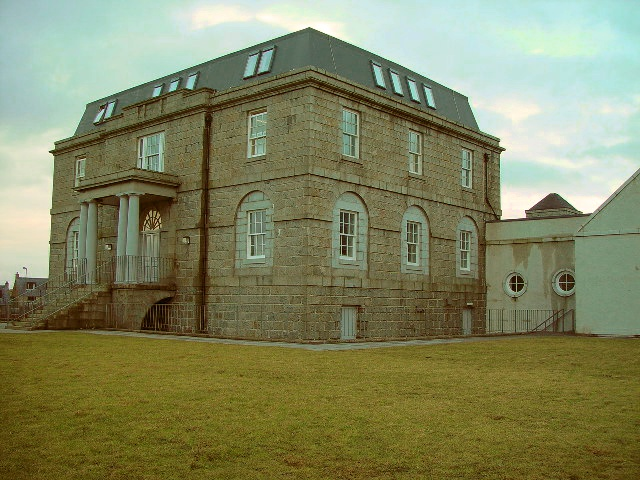
Симбистер-Хаус, здание школы «Whalsay Secondary School»

Симбистер (англ. Symbister) — деревня в юго-западной части острова Уолси в архипелаге Шетландских островов.

## История
Исторически Симбистер как и весь остров Уолси и острова Аут-Скеррис входит в приход Нэстинг.

## География
Ближайшие населённые пункты: деревня Марристер на севере и деревня Хакстер на востоке. Симбистер включает в себя небольшие деревни: Норт-Парк в северной, Сэндуик в юго-восточной части.

## Экономика
Паромное сообщение с деревнями Видлин и Лаксо на восточном берегу острова Мейнленд и с островами Аут-Скеррис.
Автодороги соединяют Симбистер с деревнями Исбистер и Ско на северо-востоке острова.

## Политика и власть
Полицейский участок в Симбистере обеспечивает охрану правопорядка на острове.
Пожарно-спасательная станция «Уолси» в Симбистере со штатом в двенадцать человек имеет дело с чрезвычайными ситуациями включая пожары и дорожно-транспортные происшествия.

## Образование
Работает средняя школа «Whalsay Secondary School», 61 учащийся средних классов, 84 начальных классов, 15 в подготовительных классах (2009 год).

## Достопримечательности
- Пир-Хаус — бывшее складское помещение и U-образный пирс в 1971 году включены в список архитектурных памятников категории «B»[7].
- Симбистер-Хаус — бывшая загородная усадьба 1823 года постройки, в настоящее время здание средней школы «Whalsay Secondary School». В 1971 году здание и окружающие его постройки были включены в список архитектурных памятников категории «B»[8].